# Romaine Beckford
Romaine Beckford (* 9. Juli 2002 im Portland Parish) ist ein jamaikanischer Leichtathlet, der sich auf den Hochsprung spezialisiert hat.

## Sportliche Laufbahn
Erste Erfahrungen bei internationalen Meisterschaften sammelte Romaine Beckford bei den CARIFTA Games 2018 in Nassau, bei denen er mit übersprungenen 2,0 m die Goldmedaille in der U17-Altersklasse gewann. 2019 gewann er bei den CARIFTA Games in George Town mit 2,14 m die Bronzemedaille und anschließend siegte er mit 2,14 m bei den U18-NACAC-Meisterschaften in Santiago de Querétaro. 2021 siegte er mit 2,10 m bei den U20-NACAC-Meisterschaften in San José und im selben Jahr begann er ein Studium an der University of South Florida in den Vereinigten Staaten. Im Jahr darauf belegte er bei den Commonwealth Games in Birmingham mit 2,19 m den achten Platz und 2023 wurde er NCAA-Collegemeister in der Halle und im Freien. Zudem siegte er mit 2,21 m bei den U23-NACAC-Meisterschaften in San José, ehe er bei den Weltmeisterschaften in Budapest mit 2,22 m in der Qualifikationsrunde ausschied. 2024 wurde er erneut NCAA-Meister in der Halle und auch im Freien, ehe er bei den Olympischen Sommerspielen in Paris mit 2,22 m im Finale auf den zehnten Platz gelangte. Anschließend wurde er beim Memoriał Kamili Skolimowskiej und bei der Golden Gala jeweils Zweiter. Im Jahr darauf wurde er bei den Hallenweltmeisterschaften in Nanjing mit 2,14 m Neunter. 
2023 wurde Beckford jamaikanischer Meister im Hochsprung.